# Wiktorija Georgiewa

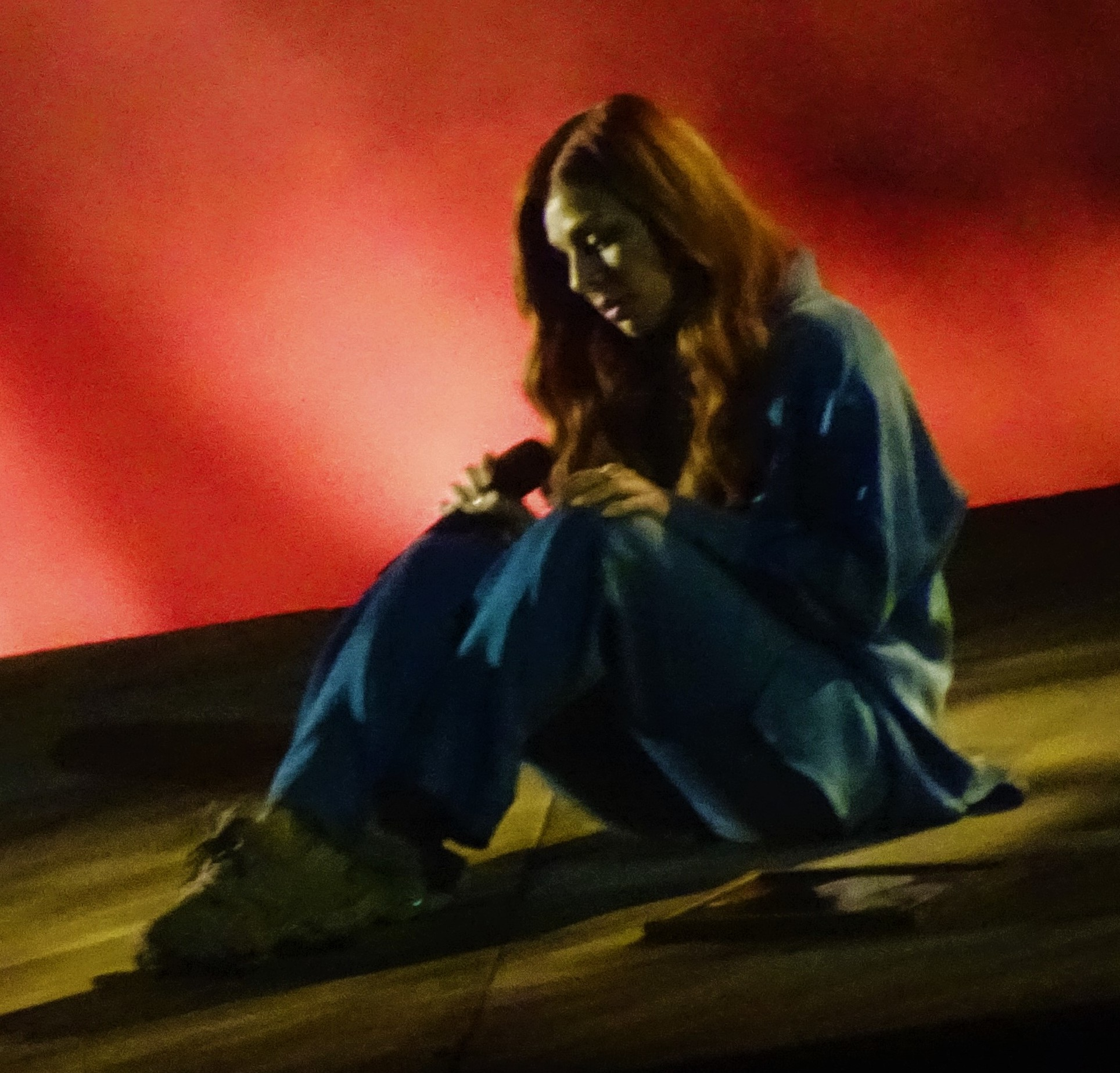
Victoria (2021)

Wiktorija Georgiewa (bulgarisch Виктория Георгиева, besser bekannt als Victoria oder VICTORIA, * 21. September 1997 in Warna) ist eine bulgarische Sängerin und Songwriterin.

## Leben und Karriere
Georgiewa begann mit dem Singen, als sie elf Jahre alt war. Nach einiger Zeit wurde sie dann Teil des Chors Angel Voices, wobei ihre Lehrerin Atanaska Liptschewa war. 2011 trat sie erstmals in der Öffentlichkeit in Erscheinung, als sie sich in der ersten Staffel von der bulgarischen Version der Castingshow X Factor der Jury im Casting stellte. Allerdings erreichte sie nicht die nächste Runde, so dass sie auch 2013 und 2014 versuchte, die Jury von sich zu überzeugen. Diese nutze allerdings stets ihr junges Alter als Grund des Ausscheidens. Erst 2015, im vierten Anlauf, schaffte sie es, die Jury von sich zu überzeugen, und kam bis in die Live-Shows. Erst in Woche 9 musste sie die Sendung verlassen.
Nach ihrer X-Factor-Erfahrung erhielt Georgiewa ein Angebot des Musikverlags Virginia Records, welches sie allerdings ablehnte. Erst 2016 wurde sie vom Musiklabel Monte Music unter Vertrag genommen. Ihr erstes Lied Nischto slutschajno wurde am 10. Juni 2016 veröffentlicht.
2020 war sie offizielle europäische Botschafterin der Earth Hour. Georgiewa sollte Bulgarien beim Eurovision Song Contest 2020 mit ihrem Lied Tears Getting Sober in Rotterdam vertreten. Der Wettbewerb musste aber am 18. März 2020 aufgrund der COVID-19-Pandemie abgesagt werden. Zum Zeitpunkt der Absage lag sie auf Platz 1 der Wettquoten. Danach durfte sie beim Eurovision Song Contest 2021 an den Start gehen. Im Rahmen ihres ersten Extended Plays a little dramatic veröffentlichte sie sechs Songs, aus denen der Song für den Eurovision Song Contest 2021 ausgewählt wurde. Am 10. März wurde bekannt, dass sie mit dem Song Growing Up Is Getting Old antreten wird. Beim Finale des Wettbewerbs erreichte sie schließlich den 11. Platz.
2021 trat Georgiewa auf der jährlich stattfindenden Pride-Veranstaltung in Sofia auf.
Am 4. Dezember 2021 gewann sie die dritte Staffel der bulgarischen Ausgabe der Show The Masked Singer als „Miss“.
Im Jahr 2023 wurde VICTORIA von Warner Music Polen unter Vertrag genommen.
Im Dezember 2024 spielte die Sängerin ihr erstes Headline-Konzert im Notting Hill Arts Club in London.

## Diskografie

### EPs
- 2021: A Little Dramatic

### Singles
| Jahr | Titel Album                             | Höchstplatzierung, Gesamtwochen, AuszeichnungChartsChartplatzierungen (Jahr, Titel, Album, Platzierungen, Wochen, Auszeichnungen, Anmerkungen) | Anmerkungen |
| Jahr | Titel Album                             | BG | Anmerkungen |
| ---- | --------------------------------------- | --- | ----------- |
| 2016 | Nesawarschen roman (Незавършен роман) – | BG15 (12 Wo.)BG |             |
| 2017 | Tschast ot men (Част от мен) –          | BG28 (8 Wo.)BG |             |
| 2018 | Stranni wremena (Странни времена) –     | BG28 (3 Wo.)BG |             |
| 2020 | Tears Getting Sober –                   | BG30 (5 Wo.)BG |             |

grau schraffiert: keine Chartdaten aus diesem Jahr verfügbar
- 2016: Nischto slutschajno (Нищо случайно)
- 2019: I Wanna Know
- 2020: Ugly Cry
- 2021: Imaginary Friend
- 2021: Dive Into Unknown
- 2021: Phantom Pain
- 2021: The Funeral Song
- 2021: Growing Up Is Getting Old
- 2021: The Worst[13]
- 2022: How To Ruin A Life[14]
- 2022: Were you ever?[15]
- 2023: Lover’s Trial[16]
- 2023: All I Want For Christmas Is You (mit Aleksander Dębicz)[17]
- 2024: Paradox[18]
- 2024: Sad Girl Summer (Not Again)[19]
- 2024: In Between[20]
- 2025: Pity Party[21]
- 2025: We Don’t Get Along[22]